# Damien Jouillerot
Pour les articles homonymes, voir Gibus.
Damien Jouillerot, né le 23 septembre 1985 à Besançon, est un acteur français. Il est également dessinateur sous le pseudonyme de Gibus.

## Biographie

### Jeunesse
Issu d'une famille d'horlogers, Damien Jouillerot, né à Besançon, est le benjamin d'une fratrie de quatre enfants. Il grandit à Frambouhans, petit village de Franche-Comté. Élève en difficulté scolaire, il est orienté par son père vers un apprentissage en boulangerie alors qu'il se passionne pour le dessin et rêve de devenir dessinateur de bande dessinée.

### Carrière
Gérard Jugnot en repérage dans le Haut-Doubs, pour le tournage de son film Monsieur Batignole, cherche un adolescent aux cheveux bruns et aux yeux bleus. Le jeune Damien, 16 ans à l'époque, est blond aux yeux marron. Il aurait alors dit au réalisateur qui l'engagea : « Pas grave, je me couperai les cheveux et je mettrai des lentilles ».
Il travaille sous la direction de Jean Becker (Effroyables Jardins), Alain Chabat (RRRrrrr!!!) ou Michael Haneke (Amour). Des films qui lui permettent de croiser des vedettes comme Jacques Villeret, André Dussollier, Gérard Depardieu, Jean Rochefort, Jean-Louis Trintignant, Emmanuelle Riva ou encore Isabelle Huppert.
Dans Les Fautes d'orthographe, il interprète le personnage principal, un élève de quinze ans mais qui en paraît treize, fils du proviseur interprété par Olivier Gourmet et de la directrice du pensionnat (Carole Bouquet) contraint pour la première fois de dormir au dortoir comme tout le monde, malgré un statut de privilégié, où il est humilié par les autres élèves et doit se révolter pour s'affirmer. C'est un film sur le mal-être adolescent inspiré par la jeunesse de son réalisateur Jean-Jacques Zilbermann. Un rôle qui lui vaut en 2005, le prix du meilleur espoir masculin à la 10e cérémonie des prix Lumières et une nomination pour le César du meilleur espoir masculin.
Acteur dans plusieurs courts-métrages, il écrit et réalise Machin en 2012.
Pour la télévision, il apparaît dans l’adaptation du roman de Jules Renard, Poil de carotte, dirigée par Richard Bohringer. Puis il partage l’affiche avec Michel Serrault dans L'Affaire Dominici et incarne des personnages historiques comme le Dauphin dans Jeanne Poisson, marquise de Pompadour, le Prince de Conti dans La Reine et le Cardinal et Louis XVI dans la série américaine John Adams. Son nom est également associé à de nombreuses séries télévisées : Famille d'accueil, PJ, Temps mort, No Limit et Baron noir.
On le voit aussi au théâtre dans des pièces comme L'Homme, la bête et la vertu de Luigi Pirandello, La Maison du lac avec Jean Piat et Maria Pacôme, Le Carton mis en scène par Arthur Jugnot et Angèle de Marcel Pagnol.
En juillet 2016, sous le pseudonyme de Gibus, il publie un livre, Les Crobards d'amour aux éditions Akinomé, un recueil de 200 de ses croquis ayant l'amour pour fil rouge, inspiré par son fils Gabin.
En mai 2017, à nouveau sous le pseudo de Gibus, sort son deuxième livre : Paname d'amour. Cette fois-ci, c'est un hommage à la ville de Paris, toujours en « crobards » (croquis).

### Vie privée
Damien Jouillerot a deux enfants dont un fils, prénommé Gabin. Ce dernier a commencé à jouer encore plus jeune que son père, participant par exemple au Jamel Comedy Kids en 2018. Après un rôle en 2012 dans le court métrage réalisé par son père, Machin, Gabin Jouillerot fait ses débuts au cinéma en 2022 au côté de son père dans les films L'école est à nous et Mise au vert, puis il interprète Obélix enfant dans Astérix et Obélix : L'Empire du Milieu.

## Filmographie
Sauf indication contraire, les informations mentionnées dans cette section peuvent être confirmées par les bases de données cinématographiques IMDb et Allociné,  présentes dans la section « Liens externes ».

### Acteur

#### Cinéma

##### Longs métrages
- 2001 : Monsieur Batignole de Gérard Jugnot : Martin
- 2002 : Effroyables Jardins de Jean Becker : Lucien
- 2003 : RRRrrrr!!! d'Alain Chabat : le piégeur no 1, Pierre
- 2003 : Malabar Princess de Gilles Legrand : Benoît
- 2004 : Les Fautes d'orthographe de Jean-Jacques Zilbermann : Daniel Massu
- 2004 : Emmenez-moi d'Edmond Bensimon : Benoît
- 2005 : Les Aiguilles rouges de Jean-François Davy : Jean-Pierre
- 2006 : Lisa et le pilote d'avion de Philippe Barassat (film inachevé)
- 2006 : Fracassés de Franck Llopis : Alex
- 2009 : Rose et Noir de Gérard Jugnot : un valet de Poveda
- 2012 : Amour de Michael Haneke : un ambulancier
- 2012 : Cassos de Philippe Carrese : le futur marié
- 2013 : Love Love Love de Bruno Mercier : le copain de la braqueuse
- 2013 : Comme un rat de Bruno Carrese et Philippe Carrèse : un laborantin
- 2016 : Sur le plancher des vaches de Fabrice Tempo : Manu
- 2016 : Père fils thérapie ! d'Emile Gaudreault : Benoît
- 2018 : Grâce à Dieu de François Ozon : Étienne
- 2022 : Le Sixième Enfant de Léopold Legrand : le ferrailleur
- 2022 : L'école est à nous d'Alexandre Castagnetti : le père de Jonathan
- 2022 : Mise au vert de Yohann Charrin : le toubib
- 2023 : Vaincre ou mourir de Vincent Mottez et Paul Mignot : Lecouvreur

##### Courts métrages
- 2011 : L'Amour sans le sexe de Jean-Baptiste Durand : Deku
- 2011 : La Balle de trop de Sébastien Chaplais et Mehdi Mostefaï : Paul
- 2012 : Le Clown de Belleville de Benjamin Nicolas : Fabrice
- 2013 : Après les cavernes de Ludovic Boukherma et Zoran Boukherma : l'homme
- 2013 : Septembre en hiver de Germain Kaeten : Nicolas
- 2014 : Le Quepa sur la vilni ! de Yann Le Quellec : Momo
- 2014 : Il venait de Roumanie de Jean-Baptiste Durand : Damien
- 2015 : Ticket gagnant d'Elie Nicolas : le fils caché
- 2015 : Plus bas dans la vallée de David Meyer : Michel
- 2016 : City Hunter 2015: Paris Rescue de Mathias Sariel : un sbire
- 2018 : Le Nouvel Ami d'Hélie Chomiac : Ange
- 2021 : Jeanne de Fabien Remblier : Le Policier
- 2021 : Le Rêve des Apaches d'Hélie Chomiac : Auguste
- 2023 : Retour à la case mémoire d'Hugo Mathias et Adrien Bouquier : Lucien

#### Télévision

##### Téléfilms
- 2003 : Poil de carotte de Richard Bohringer : Damien
- 2003 : L'Affaire Dominici de Pierre Boutron : Zézé Perrin
- 2005 : Désiré Landru de Pierre Boutron : Momo
- 2006 : Vive la bombe ! de Jean-Pierre Sinapi : Jojo
- 2006 : Jeanne Poisson, marquise de Pompadour de Robin Davis : le Dauphin
- 2008 : La Reine et le Cardinal de Marc Rivière : le Prince de Conti
- 2009 : Petites Vacances à Knokke-le-Zoute d'Yves Matthey : Daniel
- 2009 : La Maison du lac de Dominique Thiel : Billy Ray
- 2010 : L'Arche de Babel de Philippe Carrese : Albert Heller
- 2010 : Tempêtes de Dominique Baron, Marc Rivière et Michel Sibra : Rubens
- 2010 : Je, François Villon, voleur, assassin, poète... de Serge Meynard : Robin Dogis
- 2011 : Brassens, la mauvaise réputation de Gérard Marx : Victor
- 2015 : Les Fusillés de Philippe Triboit : un soldat
- 2015 : 1910, Paris sous les eaux d'Éric Beauducel et Olivier Poujaud : Léonard
- 2017 : Meurtres à Orléans (collection Meurtres à... de Jean-Marc Seban : Laurent Tessier
- 2019 : Double je de Laurent Dussaux et Akim Isker : Xavier Cuenot
- 2019 : La Maladroite d'Éléonore Faucher : Sylvain Dubois
- 2021 : Meurtres à Porquerolles (collection Meurtres à... de Delphine Lemoine : Romain
- 2022 : Meurtres à Chantilly (collection Meurtres à...) de Marjolaine de Lecluse : Gérard Martel

##### Séries télévisées
- 2003, 2013 : Famille d'accueil, 3 épisodes : Eddy
  - 2003 : Eddy de Daniel Janneau
  - 2013 : Le Pays d'où je viens: 1re partie de Philippe Olari
  - 2013 : Le Pays d'où je viens: 2e partie de Philippe Olari
- 2003 : Justice pour tous, épisode Marine de Patrick Poubel : Titi
- 2003 : PJ, épisode Tyrannie de Gérard Vergez : Cédric
- 2006 : Commissaire Moulin, épisode La Dernière Affaire d'Yves Rénier : Piriac
- 2007 : Le Clan Pasquier, épisode Un si bel héritage de Jean-Daniel Verhaeghe : Désiré
- 2007 : Sur le fil, épisode Galantine de Fourbi de Frédéric Berthe : Pascal Vernon
- 2008 : Temps mort, 6 épisodes de James L. Frachon : Stéphane
  - L'Homme qui rêvait de parler aux morts
  - L'Actrice
  - L'Homme politique
  - Sindy
  - Le Complot
  - Le Rendez-vous
- 2008 : John Adams, épisode Don't Tread on Me de Tom Hooper : Louis XVI
- 2012 : Alice Nevers, le juge est une femme, épisode Trop mortel de Laurent Levy : Jules
- 2012-2015 : No Limit, 20 épisodes : Tony Massart
- 2016 - 2018 : Baron noir, saisons 1 et 2 : Toph (personnage récurrent)
- 2017 : Le Morning : Greg
- 2017 : Prof T, de Nicolas Cuche et Jean-Christophe Delpias : Ferdinand Tardieu
- 2018 : Profilage, épisode Imaginaire : Mattias Herout
- 2022 : Visitors, de Simon Astier : Bob
- 2022 : Et la montagne fleurira, d'Éléonore Faucher : Gigoulet
- 2022 : Notre-Dame, la part du feu d'Hervé Hadmar : Serge
- 2023 : Astrid et Raphaëlle (saison 4, épisode 5 Le Sacrifice du fou) de Corinne Bergas : Quentin Desfranges
- 2024 : La Guerre des trônes, la véritable histoire de l'Europe (saison 8) de Vanessa Pontet : Louis XVIII

### Réalisateur-scénariste
- 2012 : Machin (court métrage)

## Théâtre
Sauf indication contraire ou complémentaire, les informations mentionnées dans cette section peuvent être confirmées par la base de données Les Archives du spectacle.
- 2004 : L'Homme, la Bête et la Vertu de Luigi Pirandello, mise en scène de Jean-Claude Idée, Théâtre Montparnasse
- 2008-2009 : La Maison du lac  d'Ernest Thompson, adaptation Jean Piat, Pol Quentin et Dominique Piat, mise en scène de Stéphane Hillel, Théâtre de Paris, Théâtre Tête d'or
- 2010-2015 : Le Carton de Clément Michel, mise en scène d'Arthur Jugnot et David Roussel, Théâtre Trévise, en tournée
- 2014-2015 : Angèle de Marcel Pagnol, mise en scène d'Yves Pignot, Centre national de création d'Orléans, en tournée
- 2018 : Les Crapauds fous  de Mélody Mourey, mise en scène de l'autrice, Théâtre des Béliers parisiens
- 2020 : Les Enquêtes de l'inspecteur T, mise en scène d'Éric Fauveau, Théâtre Lepic
- 2022 : Les Crapauds fous de Mélody Mourey, mise en scène de l'autrice, Le Splendid

## Publications
- Gibus, Les Crobards d'amour, Paris, Akinomé, coll. « Les Illustrés », septembre 2016, 120 p., Album (ISBN 979-10-96405-00-8)
- Paname d'amour, Paris, Akinomé, coll. « Les Illustrés », juin 2017, 120 p., Album (ISBN 979-10-96405-04-6)

## Distinctions
- Prix Lumières 2005 : meilleur espoir masculin pour Les Fautes d'orthographe
- César 2005 : nomination comme meilleur espoir masculin pour Les Fautes d'orthographe

## Dans la culture populaire
Le dessinateur Jacques Tardi a utilisé les traits physiques de l'acteur jeune pour représenter le héros de sa bande dessinée Le Secret de l'étrangleur, d'après un roman de Pierre Siniac.[réf. nécessaire]